# La vita in campagna
La vita in campagna è un libro di memorie, di Bino Sanminiatelli, pubblicato nel 1980. L'opera ha vinto il Premio Selezione Campiello nel 1981.

## Contenuto
Il libro si articola in due parti e una conclusione.
Nella prima parte, l'autore narra i ricordi della sua vita di bambino e ragazzo, appartenente a una famiglia illustre. La scelta di vivere in campagna è la realizzazione del desiderio espresso dal ragazzo e accolto dai suoi genitori: dall'età delle prime classi ginnasiali ha studiato privatamente, sostenendo gli esami alla fine dell'anno scolastico. Un suo primo precettore di latino fu uno studente dell'Università di Pisa, tale Giovanni Gronchi che, circa mezzo secolo dopo, divenne presidente della Repubblica Italiana. Ma il sodalizio con Gronchi non ebbe durata, per l'insoddisfazione del padre del ragazzo, e quindi ne assunsero un altro.
I ricordi impressi in questa prima parte sono fatti di tanti appuntamenti annuali con parenti, feste religiose, scampagnate, fugaci amicizie con cugini e cugine visti qualche giorno appena. La consapevolezza di appartenere a una grande tradizione, attraverso numerosi antenati ministri del Granduca di Toscana, la necessità di visitare zii cardinali e generali, la ripetizione di strofette di omaggio a tali personalità, si mischia al quotidiano contatto con uomini, ragazzi e tanti animali, agnellini, cani, cavalli e uccelli, ai quali il fanciullo e poi ragazzo mai fa male, né mai diventano balocchi, ma sempre sono tenuti con amore e rispetto.
Nella seconda parte, il giovane è divenuto possidente, dopo la morte dei genitori. D'accordo con il fratello maggiore, va ad abitare una tenuta la cui villa è chiamata villa di Monna Lisa, a causa di chi la abitò nel XV e XVI secolo. Qui Sanminiatelli plasma la proprietà per adattare il parco avito e ricevere visite nella prestigiosa dimora. Giungono letterati e artisti, sportivi e altre celebrità. Il premuroso ospite trova un giorno in conversazione Giovanni Papini e Gino Bartali; un'altra volta ecco Aldo Palazzeschi ed Erminio Spalla. Viene anche visitato dal duca Amedeo d'Aosta, che vorrebbe iniziare il fratello minore Aimone ad amministrare la terra, impresa che non sortirà un buon risultato.
Ma questa mondanità non scalfisce la vocazione di Sanminiatelli alla letteratura; ciò che più gli interessa è parlare dei molti tipi umani, si tratti di suoi dipendenti oppure di incontri casuali sulla corriera che porta a Firenze, sulla quale ama viaggiare, lasciando a casa l'automobile, allo scopo di stare tra gli altri e ascoltarli. Inoltre non è appassionato di caccia, benché a volte vi si debba assoggettare per dovere di reciproca ospitalità. Tutto il suo amore va ad animali e piante; con dolore vive la morte di un cavallo o di un cane, talora vittime della crudeltà di ignoti compaesani o di un dipendente rivelatosi infido.
La narrazione finisce con la fine della seconda guerra mondiale. Nel periodo dell'occupazione, la casa è stata depredata, gli animali rubati o uccisi, ma l'autore non si sofferma a recriminare e si immerge nuovamente nel placido scorrere della sua vita di produttore di vini.

## Edizioni
- Bino Sanminiatelli, La vita in campagna, Longanesi, Milano 1980